# Mallotus villosus
Mallotus villosus é uma espécie de peixes pelágicos de pequenas dimensões da família Osmeridae, sendo a única espécie do género Mallotus. A espécie tem distribuição natural no norte do Oceano Atlântico e no Oceano Árctico, ocorrendo entre a superfície e os 300 m de profundidade. As ovas desta espécie, conhecidas por "masago", são consideradas um produto de alto valor, sobretudo no Japão, onde é combinado com wasabi e comercializado como "caviar de wasabi". A espécie figura na moeda de 10 coroas da Islândia.

## Subespécies
São reconhecidas as seguintes subespécies:
- Mallotus villosus socialis
- Mallotus villosus villosus

## Galeria

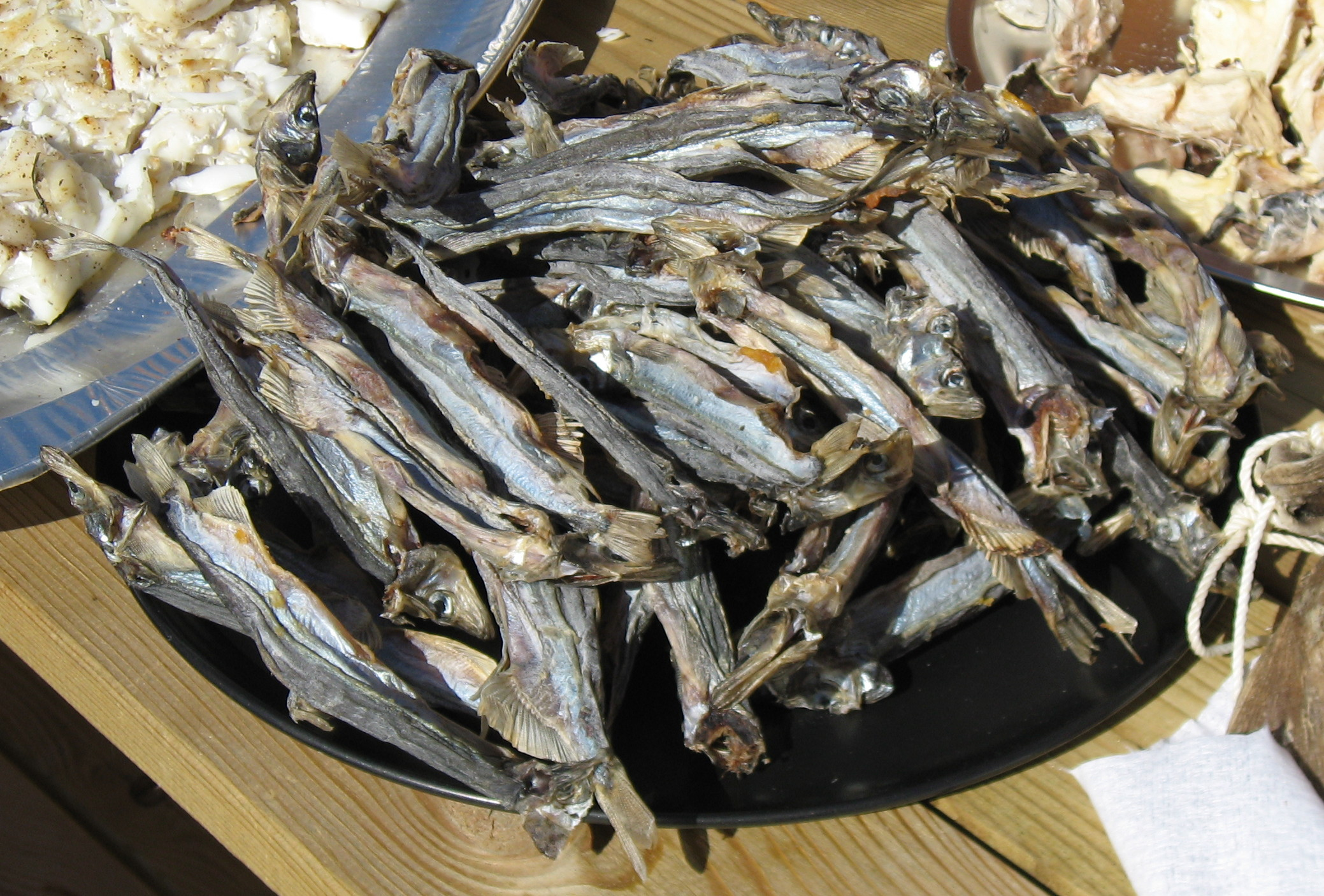
Espécimes pescados na Islândia, prontos para comer.
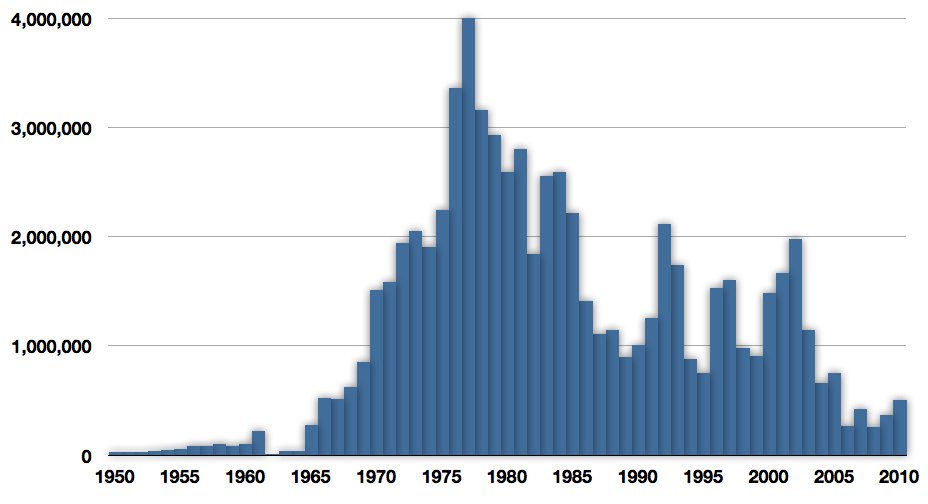
Captura comercial da espécie no período entre 1950-2010 (dados da FAO).
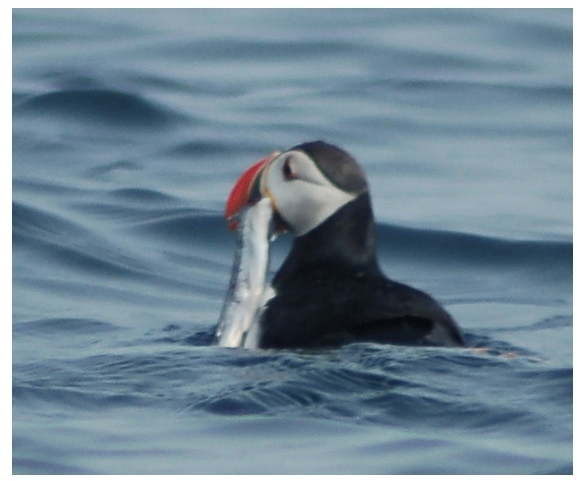
Fratercula arctica com um espécime de M. villosus (Nova Escócia).